# Vlietveengronden
Een vlietveengrond is een bodemtype binnen het Nederlandse systeem van bodemclassificatie dat behoort tot de rauwveengronden. Het zijn zeer slappe, waterrijke, ongerijpte veengronden zonder minerale bovengrond of met een gerijpte bovengrond van niet meer dan 20 cm dikte. De bovengrond gaat op en neer bij het betreden en met het waterpeil. Vlietveengronden zijn daarom niet of nauwelijks begaanbaar.
Vlietveengronden komen voor langs de randen van veenplassen en in boezemlanden langs waterwegen. Het veen is meestal rietveen of rietzeggeveen.
Deze binnen Nederland vrij zeldzame bodems komen onder meer voor in de Vlietlanden ten noorden van Vlaardingen en in de Weerribben in de Kop van Overijssel.

## Schematische profielbeschrijving
De onderstaande tabel omvat een schematische uiteenzetting van het bodemprofiel van een vlietveengrond bij Vollenhove.
| Horizont | Diepte   | Omschrijving |
| -------- | -------- | --- |
| Ah       | 0–5 cm   | zeer donker grijsbruine zode; groeiend zeggeveen dat bestaat uit wortels van zegge en nauwelijks verteerde planten |
| Cr1      | 5–40 cm  | zeer waterrijke gereduceerde massa, bestaande uit vrijwel onverteerde zeggeresten, bagger en wortels van riet      |
| Cr2      | 40–65 cm | vergelijkbaar met bovengelegen Cr1 horizont, maar meer bagger                                                      |
| 2Cr3     | > 65 cm  | waterige gereduceerde zwarte bagger, geen herkenbare plantenresten                                                 |
|          |          | het profiel kent nauwelijks tot geen bodemrijping                                                                  |